# Noble (película de 2014)
Noble es una película de 2014 escrita y dirigida por Stephen Bradley sobre la verdadera historia de la vida de Christina Noble, activista por los derechos del niño, trabajadora de caridad y escritora, que puso en marcha la Fundación para Niños Christina Noble en 1989. Está protagonizada por Deirdre O'Kane, Sarah Greene, Brendan Coyle, Mark Huberman y Ruth Negga.

## Argumento
La película está ambientada en Vietnam en 1989, catorce años después del final de la guerra. Christina Noble vuela a Ciudad Ho Chi Minh (Saigón), un país "que no podría mostrarte en un mapa". Con unos pocos dólares, su propio coraje ganado con tanto esfuerzo, está a punto de embarcarse en una vocación de vida. La película explora su dura educación en Dublín y los primeros años de su vida adulta en el Reino Unido. Es la inspiradora historia real de una mujer que cree que solo se necesita una persona para marcar la diferencia.

## Reparto
- Deirdre O'Kane como Christina Noble
- Sarah Greene como Christina media
- Gloria Cramer Curtis como la joven Cristina
- Brendan Coyle como Gerry Shaw
- Mark Huberman como David Somers
- Nhu Quynh Nguyen como Madame Linh
- Ruth Negga como Joan
- David Mumeni como Mario
- Liam Cunningham como Thomas
- Kinh Quoc Nguyen como Trung
- Pauline McLynn como madre superiora
- Eva Birthistle como la hermana Laura
- Paul Hickey como el padre O'Leary
- Matt Sipprell como inversor europeo

## Rodaje
El rodaje comenzó en Vietnam en enero de 2013 y terminó en el Reino Unido. La posproducción se llevó a cabo en Londres.

## Estreno
Noble se estrenó en el Festival Internacional de Cine de Santa Bárbara el 31 de enero de 2014,  y se estrenó en cines en Irlanda el 19 de septiembre de 2014.

### Premios
- Festival de San Diego, Mejor Película Extranjera.[5]
- Nashville Film Festival, Premio del Público.
- Festival de Boston, Premio Especial del Jurado.[6]